# Peperomia muscisedens
Peperomia muscisedens är en pepparväxtart som beskrevs av C. Dc.. Peperomia muscisedens ingår i släktet peperomior, och familjen pepparväxter. Inga underarter finns listade i Catalogue of Life.